# Roupala pallida
Roupala pallida är en tvåhjärtbladig växtart som beskrevs av Karl Moritz Schumann. Roupala pallida ingår i släktet Roupala och familjen Proteaceae. Inga underarter finns listade i Catalogue of Life.